# Zdzisław Kwieciński
Zdzisław Kwieciński (ur. 29 września 1925 w Radomiu, zm. 3 kwietnia 1997) – polski ekonomista i polityk, poseł na Sejm PRL V, VI i VII kadencji.

## Życiorys
Syn Józefa i Marii. W latach 1941–1945 był pracownikiem fizycznym w fabryce Bata w Radomiu (późniejsze Zakłady Obuwia „Radoskór”), a następnie (do 1950) w Radomskich Zakładach Obuwia Nr 1. Był wówczas także powołanej do ochrony obiektów przemysłowych funkcjonariuszem Milicji Robotniczej. Uzyskał wykształcenie wyższe ekonomiczne w Szkole Głównej Planowania i Statystyki w Warszawie.
Od początku lutego 1947 należał do Polskiej Partii Robotniczej, z którą w grudniu 1948 przystąpił do Polskiej Zjednoczonej Partii Robotniczej, zostając sekretarzem jej oddziałowej organizacji partyjnej w zakładach, w których wówczas pracował. W komitecie zakładowym partii w Zakładach Metalowych im. gen. Waltera od 1951 do 1952 był instruktorem, a następnie (do 1953) II sekretarzem. Następnie pełnił tę funkcję w podstawowej organizacji partyjnej przy tych zakładach (przez pół roku) oraz w Centralnej Szkole Partyjnej im. Juliana Marchlewskiego (do 1954). Od września do listopada 1954 był I sekretarzem komitetu powiatowego PZPR w Zwoleniu, następnie (do października 1956) zastępcą kierownika wydziału ekonomicznego komitetu wojewódzkiego partii w Kielcach, a w latach 1956–1962 sekretarzem komitetu miejskiego w Kielcach (do 1958 organizacyjnym, a następnie I). W 1960 zasiadł także w egzekutywie KW w Kielcach, a od 1962 do 1965 był wiceprzewodniczącym Wojewódzkiej Komisji Kontroli Partyjnej. W 1965 powrócił do Radomia, zostając w czerwcu I sekretarzem tamtejszego KM PZPR (był nim do 1975, od 1969 jednocześnie zasiadając ponownie w egzekutywie KW w Kielcach). Od 1975 był członkiem KW PZPR w Radomiu, gdzie do 1976 pełnił funkcję sekretarza, w 1981 (od 16 marca do 10 lipca) I sekretarza, a w latach 1975–1978 i od 1981 zasiadał w egzekutywie.
W 1969, 1972 i 1976 uzyskiwał mandat posła na Sejm PRL w okręgu Radom. Przez trzy kadencje zasiadał w Komisji Obrony Narodowej. Ponadto w trakcie V i VI kadencji zasiadał w Komisji Budownictwa i Gospodarki Komunalnej, a w trakcie VI i VII w Komisji Przemysłu Lekkiego.
Pochowany na cmentarzu komunalnym w Radomiu (sektor E4-2-51).

## Ordery i odznaczenia
- Krzyż Komandorski Orderu Odrodzenia Polski
- Krzyż Kawalerski Orderu Odrodzenia Polski
- Złoty Krzyż Zasługi